# Manchester Grand Hyatt Hotel
Manchester Grand Hyatt Hotel son dos torres de hoteles localizados en la ciudad de San Diego, California. Las torres son la tercera y séptima torre más alta de la ciudad. También, es la torre más alta localizada en una costanera en toda la costa oeste. 

## Descripción
El hotel Hyatt está compuesto por dos torres, la torre de 40 pisos localizado en Harbor Drive fue construida en 1992 y la torre de 33 pisos en Seaport fue construida en 2003. Un edificio de cuatro pisos conecta a ambas torres. El hotel cuenta con 1,625 habitaciones. Al menos casi todas las habitaciones tienen vista parcial a la bahía o la ciudad. 

## Ubicación
El Hyatt se encuentra localizado en la costanera del Gaslamp Quarter, y a unas pocas cuadras de Gaslamp Quarter, se encuentra Seaport Village, al igual que el Centro de Convenciones de San Diego. El Tranvía de San Diego tiene la  estación Seaport Village cerca del hotel con conexiones a las otras líneas que abastecen el área metropolitana de San Diego.